# Dans une heure - Le Kilt
Albums de Sheila
L'heure de la sortie - Bang-bang
(1966) La Vamp - Long sera l'hiver
(1968)
Dans une heure - Le Kilt est un album studio (et deux chansons) de Sheila sorti en 1967.
La dédicace suivante est mentionnée au verso de la pochette de l'album : "Dans une heure tu seras là près de moi, dans une heure tu seras là. Je me vois déjà au creux de tes bras… Sheila".
La photo de la pochette est de Jean-Marie Périer.
À noter qu'avant d’être réunies dans un album, les nouvelles chansons sortaient d’abord en 45 tours.

## Liste des titres
1. Dans une heure
2. La famille
3. Pamela
4. Tout le monde aime danser
5. Les jolies choses
6. Le jour le plus beau de l’été
7. Adios amor
8. Le kilt
9. Les papillons
10. Oh ! mon dieu qu'elle est mignonne
11. Impossible n'est pas français
12. La porte en bois

Titres en bonus sur la réédition en CD de 2007 :
1. Dans une heure - Version stéréo
2. La famille - Version stéréo
3. Pamela - Version stéréo
4. Tout le monde aime danser "Everybody Loves Saturday Night" - Version stéréo
5. Les jolies choses "Round In Circles" - Version stéréo
6. Le jour le plus beau de l'été - Version stéréo
7. Adios amor - Version stéréo
8. Le Kilt - Version stéréo
9. Les papillons - Version stéréo
10. Oh mon dieu qu'elle est mignonne "Funeral De Um Labrador" - Version stéréo
11. Impossible n'est pas français - Version stéréo
12. La porte en bois "Mr Abercrombie Taught Me" - Version stéréo
13. Die Familie "La Famille" - Version allemande

## Production

### France
- Édition Album original :
  - 33 tours / LP Stéréo  Carrère distribution Philips 844.710 sorti en 1967
  - Cassette audio  Carrère distribution Philips 09 072 CDE sortie en 1967

- Réédition de l'album :
  - CD  Warner Music 5051011978920 date de sortie : 2007.

### Etranger
- Édition Album original :
  -  Belgique - 33 tours / LP Stéréo  Carrère 844.710 BY sorti en 1967
  -  Canada - 33 tours / LP Stéréo  Carrère DCS 101 sorti en 1967

## Les extraits de l'album
- La famille / Pamela / Impossible n'est pas français / Les jolies choses.
- Adios amor / La porte en bois / Le jour le plus beau de l'été / Tout le monde aime danser.
- Le kilt / Les papillons / Dans une heure / Oh mon dieu qu'elle est mignonne.

## Reprises des chansons issues de l'album
La Famille
- 1967 - Les Ingénues
- 1967 - Karo
- 1967 - Donald Pascal
- 1967 - Monique Leyrac
- 1967 - Janie Jurka
- 1967 - Sophie Martin
- 1967 - Thérèse
- 1968 - Yvette Horner
- 1968 - Georges Jouvin

Autres langues
- 1967 - Dino Alvarado (La familia,Espagne)
- 1967 - Los Beta (Espagne)
- 1967 - Ellas (Espagne)
- 1967 - Los Sixtar (Mexique)
- 1967 - Lorenzo Valverde ( La familia, Italie)
- 1968 - Ankï (Die familie, Allemagne)

Paméla
- 1968 - Wayne Fontana (Royaume-Uni)
- 1968 - Los Beta (Espagne)

Les Jolies choses
- 1968 - Johnny Tillotson (Royaume-Uni)

Adios amor
- 1967 - Margot Lefebvre
- 1967 - Paul Mauriat
- 1967 - Noëlle Cordier
- 1967 - André Verchuren
- 1968 - Josy Crunel
- 1979 - Chatelaine
- 1993 - Pier Béland

Autres langues
- 1967 - Suzie (Allemagne/Pays-Bas)
- 1967 - Liliane Saint-Pierre (Pays-Bas/Belgique)
- 1967 - Lita Torello (Espagne)
- 1968 - Nora Aunor (Philippines)
- 1968 - Bobby Gonzales (Mexique)
- 1968 - Jerry Vale (Don't tell my heart loving you, Etats-Unis/Royaume-Uni)
- 1968 - Los 4 Ros (Espagne)
- 1968 - José Guardiola (Espagne, Italie)
- 1969 - Ay Feri (Bu son olsun, Turquie)
- 1970 - Wilma Goich

Dans une heure
- 1967 - Michèle Richard
- 1968 - Suzy (Eine Stunde, Allemagne/Pays-Bas)
- 1968 - Rudy Ventura (Une ora, Espagne)
- 1972 - Claudine Bourgeois